# ラウィーニア

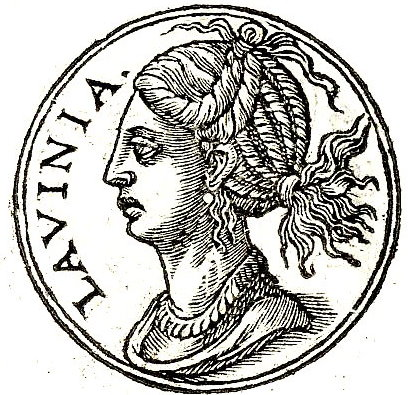
ラウィーニア

ラウィーニアまたはラーウィーニア（Lavinia、ラテン語: Lāuīnĭa）は、ローマ神話に登場するラティーヌスとアマータの娘である。
ラテン人の賢王ラティーヌスは、トロイア戦争に敗れて亡命してきたアイネイアースと彼の軍団をもてなし、ラティウムでの再出発を支援した。彼の娘ラウィーニアはルトゥリの王トゥルヌスと婚約していたが、ラティーヌスはアイネイアースとラウィーニアの婚礼を進めようとした。ユーノーに駆り立てられたこともあり、トゥルヌスはアイネイアースとの戦争を決意する。結果としてトゥルヌスは敗退し、殺された。ティトゥス・リウィウスによれば、アイネイアースは勝利したが、ラティーヌスは戦争中に亡くなった。アイネイアースの息子アスカニオスはアルバ・ロンガを建設し、王家の祖となり、ユリウス氏族の祖とされている。
アイネイアースとラウィーニアにはシルウィウスという息子ができた。アイネイアースが建設したラウィニウムはラウィーニアの名を冠したとされている。

## 現代の小説での登場
アーシュラ・K・ル＝グウィンの2008年の小説『ラウィーニア』は、『アエネーイス』後半をル＝グウィンが解釈し直して膨らませ、ラウィーニアを主人公として描いたものである。